# Cyborg 2087
Cyborg 2087 ist ein US-amerikanischer Science-Fiction-Film des Regisseurs Franklin Adreon aus dem Jahr 1966.

## Handlung
1966 entdeckt Professor Marx ein Mittel, mit dem man die Menschen per Telepathie kontrollieren kann. Im Jahr 2087 werden Cyborgs in menschlicher Form geschaffen und mit dem Mittel kontrolliert. Einige Cyborgs haben es geschafft, sich von der Kontrolle zu lösen. Sie schicken einen der ihren, Garth, zurück ins Jahr 1966, kurz bevor der Professor seine Entdeckung macht. Garth soll Marx davon überzeugen, seine Entdeckung geheim zu halten.
Die Gegner der freien Cyborgs schicken zwei Männer, ebenfalls Cyborgs, hinter Garth her, die ihn töten sollen. Garth versichert sich der Hilfe von Sharon, der Assistentin des Professors. Sie soll ihm helfen, einen Mechanismus aus seinem Körper zu entfernen. Dieser Mechanismus hilft seinen Verfolgern, ihn aufzuspüren. Sharons Freund Dr. Zeller operiert erfolgreich den Mechanismus aus dem Körper des Cyborgs. Garth und Dr. Zeller versuchen, die Verfolger durch Stromschläge zu töten, doch der Versuch schlägt fehl. Garth beauftragt Sharon telepathisch, den Professor zu ihm zu bringen. Er kann seine Verfolger überwältigen und mit Marx in die Zukunft reisen. Marx erkennt, was seine Entdeckung anrichten wird und willigt ein, sie geheim zu halten. Als Resultat verschwindet Garth, während die Leute, die ihm geholfen haben, sich nicht mehr an ihn erinnern können.

## Kritiken
Der „TV Guide“ schrieb, der Film sei weit entfernt von dezentem Antikommunismus. Dennoch mache er einen ehrenhaften Versuch einer Aussage, auch wenn die Umsetzung schwach sei.

## Hintergrund
Für John Beck war der Film das Debüt in einer Produktion für das Kino.
Eine ähnliche Handlung hat der Film Terminator von James Cameron aus dem Jahre 1984.